# Young Sunday
Weekly Young Sunday (japanisch 週刊ヤングサンデー shūkan yangu sandē) war ein japanisches Manga-Magazin, das sich an junge Männer (Seinen) richtet.
Das Magazin wurde wöchentlich vom Shōgakukan-Verlag herausgegeben. Den Hauptteil des Magazins machten Kapitel von verschiedenen Manga-Serien oder -Kurzgeschichten aus, oft Sport-, Comedy- oder Romantikgeschichten, aber auch brutale, ernsthafte Manga wie Ichi the Killer erschienen in Young Sunday.
Die erste Ausgabe des Magazins erschien 1976 unter dem Namen Mangakun. Shinji Mizushima, der Zeichner von Dokaben und Abusan, veröffentlichte dort erstmals seine 19 Taschenbücher umfassende Mangaserie Kyuudou-kun. 1979 erhielt Mangakun den neuen Namen Shōnen Big Comic. Bis 1987 erschienen unter diesem Namen populäre Serien wie Kaoru Shintanis Area 88. Seit 1987 wird das Magazin unter dem Namen Young Sunday veröffentlicht. 2005 hatte das Magazin eine Auflage von 230.000 Stück pro Ausgabe. Diese Auflage lag deutlich unter denen der ähnlich konzipierten Magazine Young Magazine und Young Jump, was schließlich 2008 zur Einstellung des Magazins führte. Die letzte Ausgabe erschien am 31. Juli 2008.
Bekannte Zeichner wie Rumiko Takahashi oder Mitsuru Adachi arbeiteten ebenfalls für Young Sunday.

## Veröffentlichte Manga-Serien
- Area 88 von Kaoru Shintani
- Birdy the Mighty von Masami Yuuki
- ESPer Mami von Fujiko F. Fujio
- Train Man – Densha Otoko von Hidenori Hara
- Ichi the Killer von Hideo Yamamoto
- Kyuudou-kun von Shinji Mizushima
- Miyuki von Mitsuru Adachi
- Okama Hakusho von Hideo Yamamoto
- One Pound Gospel von Rumiko Takahashi
- SeX von Atsushi Kamijyo
- Short Cuts von Usamaru Furuya
- Umizaru von Shūhō Satō
- The World is Mine von Hideki Arai
- Dr. Kotoh's Clinic von Takatoshi Yamada
- Hikari no Sora von Eiji Kazama